# タイランド・サイエンスパーク
タイランド・サイエンスパーク (タイ語:อุทยานวิทยาศาสตร์ประเทศไทย、英語：Thailand Science Park）は、タイ王国が2002年に初めて建設した科学技術研究開発振興区。内閣科学技術省監督下のタイ国立科学技術開発庁技術管理センターが管理。バンコクの郊外北パトゥムターニー県に立地している。

## 概要
タイランド・サイエンスパークは、2002年に設置されたタイ王国で初にして最大の科学技術開発区。敷地は80エーカー、タンマサート大学によって提供された。サイエンスパークとバンコク都心は高速道路で接続している。ハイテクビジネスのための科学技術インフラの整った事業区、国立研究所が整備されている。現在第二期拡張工事が進行中である。 

## オフィス所在地
- パトゥムターニー県 クローンルワン郡 タムボン・クローンヌン パホンヨーティン通り サイエンスパーク

（131 อุทยานวิทยาศาสตร์ประเทศไทย ถนนพหลโยธิน ตำบลคลองหนึ่ง อำเภอคลองหลวง จังหวัดปทุมธานี 12120）
- バンコク都心から42キロ
- ドンムアン空港から北へ20キロ

## 施設
サイエンスパーク内には、付設施設としてタイランドサイエンスパークコンベンションセンター（4階建て、総床面積3,000㎡）、インキュベーションセンター、パイロットプラント、民間部門研究開発ラボラトリーが設置されている。また、情報技術知識サービスセンターも入所しており、インターネットおよびデーターベース環境を提供している。さらに、サイエンスパーク内での生活のために、図書館、医療施設、銀行、貯蓄組合、集会場、保育施設、デイケア施設、生活雑貨店、フードコート（2箇所）、カフェ･レストランなどを備えている。

### 研究センター
サイエンスパーク内には4つの国立研究センターが入所している。
1. タイ国立遺伝子生命工学研究センター（BIOTEC）‐1983年設立
2. タイ国立金属材料技術研究センター（MTEC）‐1986年設立
3. タイ国立ナノテクノロジー研究センター（NANOTEC）‐2003年設立
4. タイ国立電子コンピューター技術研究センター（NECTEC）‐1986年設立

日本の研究機関では以下の機関がオフィスを構える。
- 東京工業大学国際事務所タイオフィス

また、科学研究で知られる以下の三大学がサイエンスパークに近接する地域にキャンパスを構えている。
- アジア工科大学院大学
- タンマサート大学
- シリントーン国際工学部

## 第2区画
タイランド・サイエンスパーク第2区画「イノベーション・クラスター2」（INC II）は、連絡通路でつながった4つの棟からなる。14の会議室と講堂を付設。付属施設タイランドサイエンスパークコンベンションセンターとも直結。延床面積127,000 m2超。2011年12月に完成予定。

## 関連事項
- 科学技術省 (タイ)
- タイ国立科学技術開発庁
- ソフトウェアパーク・タイランド